# La cittadella (romanzo)
La cittadella (The Citadel) è un romanzo di Archibald Joseph Cronin, pubblicato per la prima volta nel 1937 (in Gran Bretagna da Victor Gollancz Ltd., luglio, e negli USA da Little, Brown & Co., settembre).
Per questo romanzo Cronin si è basato sulla sua esperienza di medico in una valle industriale del Galles meridionale.
Il romanzo è stato adattato per il cinema nel 1938 da King Vidor e svariate volte per la televisione, tra le quali con lo sceneggiato italiano del 1964 con Alberto Lupo.

## Trama
Un giovane e idealista medico scozzese, Andrew Manson, trova il primo impiego in una cittadina mineraria in una valle del Galles meridionale. Attraverso l'esperienza pratica e l'aiuto d'un chirurgo locale si rende ben presto conto dell'arretratezza dell'insegnamento universitario in medicina, della falsità di molte convinzioni che aveva maturato durante gli anni di studio (tra cui l'inutilità di molte medicine e il loro abuso nelle prescrizioni mediche), della diffidenza della popolazione nei confronti delle nuove cure e dell'ignoranza degli stessi medici riguardo ai nuovi ritrovati. 
Sposa Christine, un'insegnante del luogo e, in seguito a una lite con la propria padrona di casa, si trasferisce insieme alla moglie in una cittadina nelle vicinanze. Nella nuova località i suoi metodi innovativi vengono osteggiati e, proprio quando la popolazione stava iniziando ad apprezzare i suoi successi, uno scontro con alcuni esponenti del Comitato di operai locali lo convince a dimettersi. 
Lui e Christine vanno a Londra, dove Andrew inizia a lavorare per un dipartimento governativo prima d'iniziare la libera professione. 
Manson viene sedotto dall'idea d'un guadagno facile curando clienti danarosi e propinando loro medicine inutili, le stesse che aveva precedentemente combattuto. Ciò lo porta ad arricchirsi incredibilmente ma, nel contempo, ad allontanarsi dalla moglie. Viene coinvolto in un giro di affascinanti e disonesti medici, fino a quando vede morire un paziente a causa dell'incompetenza di un chirurgo che lui stesso aveva raccomandato al proprio cliente in conseguenza d'un giro di favori. Sconvolto dall'accaduto, diventa consapevole di avere tradito tutti i suoi ideali giovanili e di star compromettendo ciò che conta veramente, il suo rapporto con Christine. Decide, allora, di aprire un nuovo studio con due amici (tra cui il chirurgo che lo aveva aiutato ad aprire gli occhi durante i primi anni di professione) in una tranquilla cittadina di campagna. La relazione con la moglie torna ottima, ma poco dopo ella muore in un incidente stradale. Manson entra in uno stato di apatia e, non appena si sta riprendendo, viene a conoscenza che il chirurgo che aveva causato la morte del suo paziente (e che lui aveva accusato di incompetenza) lo ha, per ripicca, trascinato davanti al Medical Council per avere utilizzato una procedura chirurgica insieme a un non laureato per curare la tubercolosi in fase attiva (questa procedura, nota come pneumotorace indotto, non era ancora utilizzata abitudinariamente in quel periodo in Inghilterra, anche se altrove i pazienti erano trattati con successo). Egli riesce, comunque, a evitare la radiazione dall'albo dei medici e si prepara a iniziare una nuova vita e ad applicare nuovamente le proprie idee progressiste insieme ai suoi due amici in un piccolo abitato del West Midlands.

## Traduzioni italiane
- La cittadella, traduzione di Carlo Coardi, Milano, Bompiani, 1938-2018.
- La cittadella, traduzione di Maurizio Bartocci, Collana Classici contemporanei, Milano-Firenze, Bompiani, 2019, ISBN 978-88-301-0069-5.